# Andreas Puelacher
Andreas Puelacher (* 21. April 1964) ist ein österreichischer Alpinskitrainer. Nach einem achtjährigen Engagement als Rennsportleiter der Herrenmannschaft im Österreichischen Skiverband (ÖSV) betreut er seit 2022 die Damenmannschaft des Deutschen Skiverbandes (DSV).

## Biografie
Andreas Puelacher stammt aus Oberhofen im Inntal, wo er auch das Skifahren erlernte. Sein Elternhaus ist ein Bauernhof, der heute von seinem Bruder bewirtschaftet wird. Er ist verheiratet und hat mit seiner Frau Andrea einen Sohn und zwei Töchter. Eine Leidenschaft von ihm ist das Drachenfliegen.
Puelacher ist staatlich geprüfter Skilehrer, Skilehrwart, C-Trainer und diplomierter Sportlehrer. Zwischen 1990 und 1995 war er als Trainer erstmals für den Österreichischen Skiverband (ÖSV) tätig. Danach betreute er bis 1999 die Damenmannschaft Liechtensteins. Von 1999 bis 2005 war er Cheftrainer der Schweizer Damen und kehrte danach nach Liechtenstein zurück. Ab 2008 betreute er mit den Schweizer Skiherren erstmals eine männliche Nationalmannschaft. Nach 15 Jahren ging er 2010 zurück zum ÖSV und arbeitete fünf Saisonen lang als Trainer für die Weltcup-Gruppen Riesenslalom und Kombination Herren. Im April 2014 folgte er dem Vorarlberger Mathias Berthold als sportlicher Leiter der ÖSV-Herrenmannschaft nach. In der Saison 2019/20 gewannen Österreichs Herren erstmals seit 28 Jahren nicht die Mannschaftswertung im Weltcup, wofür sich der Cheftrainer rechtfertigen musste. Am 5. März 2022 verkündete Puelacher nach acht Jahren als ÖSV-Rennsportleiter der alpinen Herren, seinen Vertrag nicht mehr über die laufende Saison hinaus verlängern zu wollen. Mitte April gab der deutsche Skiverband bekannt, Puelacher als Cheftrainer seiner alpinen Damenmannschaft verpflichtet zu haben.

## Auszeichnungen
- 2015: Sportehrenzeichen der Gemeinde Oberhofen[7]